# Maximiliano de Áustria
Maximiliano de Austria (13 de novembro de 1555 - 1 de julho de 1614) foi um prelado católico romano que serviu como arcebispo de Santiago de Compostela (1603–1614), bispo de Segóvia (1601–1603) e bispo de Cádis (1596–1601).

## Biografia
Maximiliano de Austria nasceu em Jaén, Espanha, como filho ilegítimo. A 23 de setembro de 1596, foi nomeado bispo de Cádis durante o papado de Clemente VIII. No dia 16 de fevereiro de 1597, foi consagrado bispo por Bernardo Sandoval Rojas, bispo de Jaén. A 27 de agosto de 1601, foi nomeado bispo de Segóvia por Clemente VIII. No dia 21 de abril de 1603, foi nomeado por Clemente VIII como Arcebispo de Santiago de Compostela. Serviu como Arcebispo de Santiago de Compostela até à sua morte no dia 1 de julho de 1614.